# Mu Aurigae
Désignations
Mu Aurigae (en abrégé μ Aur) est une étoile binaire suspectée de la constellation boréale du Cocher. Elle est visible à l'œil nu avec une magnitude apparente de 4,88.

## Propriétés
Mu Aurigae présente une parallaxe annuelle de 20,10 ± 0,50 mas telle que mesurée par le satellite Gaia, ce qui permet d'en déduire qu'elle est distante de 49,7 ± 1,2 pc (∼162 al) de la Terre. Elle s'en éloigne à une vitesse radiale héliocentrique de +24 km/s.
La composante visible, désignée Mu Aurigae A, est une étoile blanche de la séquence principale de type spectral A4 Vm, avec le suffixe « m » qui indique qu'il s'agit d'une étoile Am qui présente des surabondances marquée de certains métaux sans son spectre. Une type spectral détaillé de kA3hA8VmA8 lui a été attribué, indiquant que la raie K du calcium est celle d'une étoile de type A3, que les raies de l'hydrogène de la série de Balmer sont celles d'une étoile de type A8, et que les raies métalliques sont également celles d'une étoile de type A8.
L'étoile est âgée de 560 millions d'années et sa masse est 2,09 fois supérieure à celle du Soleil. Elle tourne sur elle-même à une vitesse de rotation projetée de 80 km/s. Son rayon est 3,15 fois plus grand que le rayon solaire, elle est 23 fois plus lumineuse que le Soleil et sa température de surface est de 7 500 K.

## Compagnon
Mu Aurigae possède un compagnon très proche détecté par interférométrie des tavelures, qui est difficile à confirmer. Sa séparation lors de sa découverte en 1986 était de 0,07 mas et il a été mesuré à une distance angulaire de 0,066 mas en 1999. Le système a été catalogué par la mission d'Hipparcos comme une « binaire problématique », indiquant que les mesures de sa position n'étaient pas cohérentes avec le mouvement d'une seule étoile, mais aucune orbite satisfaisant ce mouvement n'a pu être dérivée.

## Nomenclature et histoire
μ Aurigae, latinisé vers Mu Aurigae, est la désignation de Bayer de l'étoile. Elle porte également la désignation de Flamsteed de 11 Aurigae.

### Du ciel arabe aux catalogues internationaux
Al Hiba I est  un nom apparu récemment pour μ Aur. C’est, dans le ciel arabe traditionnel, الخباء  al-Ḫibā’, « la Tente », objet classiquement imaginé,, et correspondant au groupe λ, μ et σ Aur d'al-Qazwīnī (XIIIe s.) dans l’édition de Christian Ludwig Ideler (1806), qui donne la transcription ‘El-chinâ’, ce que reprend Richard Allen (1899) sous la forme ’Al H.ibā’. C’est à Jack W. Rhoads que l’on doit le passage de cette transcription au nom Al Hiba I, tandis qu’il nomme λ Aur Al Hiba II, et σ Aur Al Hiba III.

### En Chine
μ Aurigae fait partie de l'astérisme de Tianhuang (en chinois 天潢, Tiān Guāng), qui comprend également 19 Aurigae, φ Aurigae, 14 Aurigae et σ Aurigae.